# Stacy Earl
Stacy Earl, född 28 december 1963 i Boston, Massachusetts, USA, är en amerikansk sångare och dansare. År 1992 hade hon två musiksinglar — "Love Me All Up" och "Romeo and Juliet" — vilka båda nådde topp-fyrtio på singellistan Billboard Hot 100. Ett självbetitlat debutalbum släpptes även samma år via RCA Records. År 1992 vann hon en Rising Star Award vid Boston Music Awards. Earl jobbade därefter sporadiskt som sångare och fortsatte att bo i Los Angeles med sin familj.

## Diskografi
- Stacy Earl (1992)